# Jonas Bagge
Jonas Bagge, född 30 augusti 1800 i Göteborg, död 15 april 1869 i Stockholm, var en svensk mekaniker. Han gifte sig 1832 med Eva Carolina Billmansson och fick med henne sex barn, bl.a. frimärkstryckarna Pehr Olof Bagge och Jacob Bagge samt musikförläggaren Julius Bagge.
Bagge blev 1820 student vid Uppsala universitet, antogs 1821 till amanuens vid Uppsala astronomiska observatorium, avlade samma år hovrättsexamen, blev 1822 t. f. konstmästare vid Sala silvergruva och tog samma år bergsexamen. Åren 1823-1824 förestod han kopparmyntningen i Avesta och konstruerade redskap för en förbättrad mynttillverkning, och 1825-1826 var han arbetschef för Gråda kanal. 1827 blev han byggmästare på Jernkontorets mekaniska stat och biträdande lärare vid Bergsskolan i Falun, och 1830 utnämndes han till ordinarie lärare där. På uppdrag av bankofullmäktige anordnade han 1833-1834 vid Tumba pappersbruk tillverkningen av ett nytt sedelpapper, och efter att 1838 ha erhållit avsked från sin lärarbefattning, verkade han 1839-1852 såsom förvaltare vid Tumba samt tillika såsom bergsmekanikus och chef för Jernkontorets mekaniska stat. Dessa befattningar utbytte han 1852 mot platsen såsom föreståndare för Riksbankens sedeltryckeri. Han innehade från 1840 professors titel och valdes 1849 till ledamot av Vetenskapsakademien. 1855 startade han parallellt ett eget tryckeri (se Bagges sedeltryckeri)
Såsom bergs- och bruksbyggmästare anses Bagge ha erhållit fler uppdrag än kanske någon före honom i Sverige och visade sig rik på utvägar i vanskliga fall. Han byggde bland annat Avesta kopparvalsverk, smideri och garmakeri samt Nyköpings plåt- och stångjärnsvalsverk. Ett betydande framsteg betecknade de av honom 1835 konstruerade tackjärncylinderblåsmaskinerna, av vilka mer än 150 uppsattes under de följande åren. Vid samma tid uppfann han ett tids- och vattenbesparande valsverk för bokning av järnmalm. Genom biträde vid hans byggnadsföretag utbildades en mängd elever.
Tumba pappersbruk sköttes av Bagge med sådan framgång, att bruket efter 10 år lämnade Riksbanken en årlig vinst av 60 000 riksdaler banko, trots att det vid hans tillträde haft en skuld på 43 000 riksdaler banko. Det var han, som experimenterade för vårt för sin tid överlägset goda sedelpapper i gult och blått, sammansatt av tre lameller för bildande av vattenstämpeln (tidigare var sedlarna grovt tryckta på vitt papper). Bagge företog för bergverksstudier 1836 en resa till England och Skottland, om vilken han avgav berättelse, tryckt i Jernkontorets "Annaler" 1838. Han författade även bland annat en biografi över Samuel Owen (i Vetenskapsakademiens Handlingar, 1853).